# 禁忌之爱
禁忌之爱（保加利亞語：：英語：）是一部在保加利亚拍摄的肥皂剧。它于2008年10月5日20:00在保加利亚新电视台播出，第一季于2009年6月5日结束。这部肥皂剧是根据澳大利亚电视剧《儿子和女儿》改编的。这部肥皂剧围绕着索非亚的两个家庭，富裕的康斯坦丁诺夫家和低收入的别列夫家展开，他们主要以爱为主题联系在一起。它不仅涉及彼此不了解的兄弟姐妹的爱，还涉及当代保加利亚社会的生活。它的第一季包括了大量爭議話題，例如谋杀、纵火、绑架、堕胎、同性恋、强奸、师生关系等。第二季于2009年秋季开播。保加利亚总理博伊科·鲍里索夫也亲自出演了其中一集。